# Витомир Вутов
Витомир Христов Вутов е бивш български футболист, роден на 22 ноември 1971 в град Мездра.

## Биография
Вутов израства в Мездра. От там започват и първите му стъпки в спорта.
Вутов е възпитаник на ловешката детско-юношеска школа, но прави своя дебют в професионалния футбол в Локомотив (Мездра), където е даден под наем да се обиграва. Завръща се в редиците на отбора от Ловеч в началото на 90-те години, когато тимът се подвизава под името ЛЕКС в Б група на България.
През 1994 година ЛЕКС се класира за първи път в историята си в A група, след като печели първото място в северозападна Б група. Ловчалии престояват два сезона в първия ешелон, като в тях Вутов се налага като титуляр в рамките на вратата. В първия си сезон в елита ЛЕКС се радва на епизодични успехи като победите с 1:0 над ЦСКА и Славия в Ловеч и заема 11-а позиция в класирането, но не успява да повтори това постижение през 1996 г., когато отново се завръща в Б група.
Още същата година отборът е поет от петролния меценат и жител на града Гриша Ганчев, който прекръства тима на „Литекс“ и подменя почти всички налични играчи. В отбора остават само шестима от състава, отпаднал от А група, в това число и Вутов. След мащабната селекция и с новия треньор Ферарио Спасов (бивш футболист на клуба) Литекс си извоюва повторното завръщане в елита още следващата година, завършвайки на първа позиция в Б група с огромна преднина пред втория в класирането Олимпик (Тетевен).
Изненадващо през 1998 Литекс грабва шампионската титла на България веднага след влизането си в елита, а следващата година повтаря успеха си, като става първият български провинциален отбор печелил две поредни титли на страната. Вутов е ключова фигура и неизменен титуляр. Печели и купата на страната през 2001, 2004, вицешампион през 2002 и бронзов медалист през 2003, 2006, финалист за купата на страната през 1999, 2003 и за купата на професионалната лига през 1997 г.
Двуметровия страж е пазил вратата на ловчанлии в почти всички европейски участия на отбора като е и човекът с най-много участия за отбора в Европа, въпреки че периодично е сядал на резервната скамейка за сметка на Стоян Ставрев, Флорин Пруня и Здравко Здравков, като в отделни моменти е дори трети вратар, но неминуемо се връща под рамката на ловешката врата. Общо има 35 мача (8 за КЕШ и 27 за купата на УЕФА). Вутов е и играчът с най-много мачове за отбора в А група – 206. За националния отбор има 1 мач.През сезон 1997-98 година е обявен за най-добър вратар на първенството.Носител е и на наградата”Спортен Икар”-За шампионско дълголетие.
През 2004 Вутов обявява оттеглянето си от активния футбол, но поради вратарска криза в Литекс бива убеден от ръководството да продължи договора си. През сезона 2005/06 прави едни от най-силните си игри в кариерата, включително редица силни мачове в турнира за Купата на УЕФА, където Литекс достига 1/16 финал не без помощта на вещите намеси на Вутов. Определен е за спортист на Ловеч за 2005 г.
На 30 април 2006 в мач за първенството срещу отбора на Ботев (Пловдив) (2:0) Вутов записва своя мач номер 200 в Литекс, като преди началото на срещата е официално награден с картина на художника Димитър Димитров, с която клубното ръководство показва своята признателност и благодарност за дългите години всеотдайна служба в името на клуба.